# Moritz Sadebeck

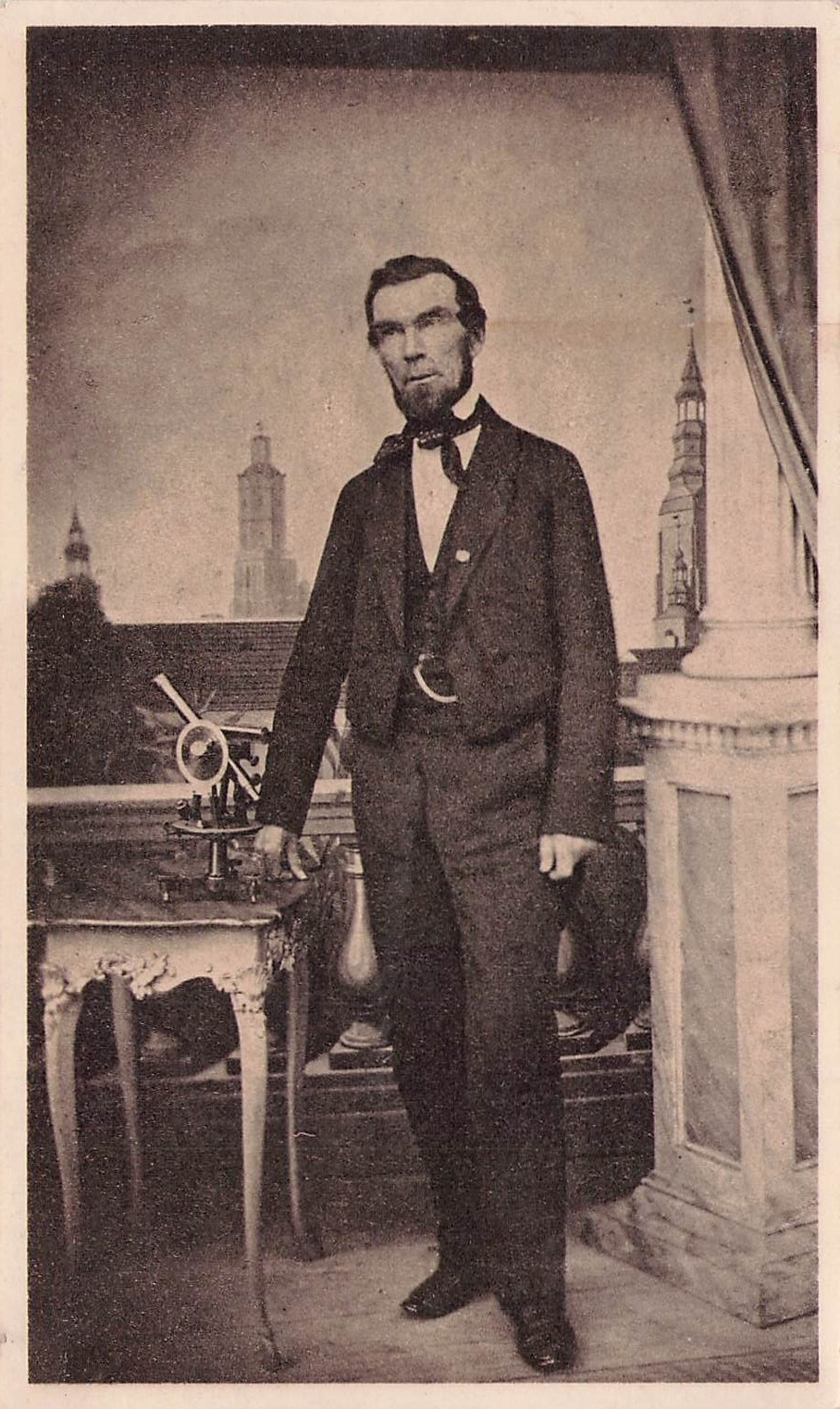
Moritz Sadebeck (1809–1885)

Benjamin Adolf Moritz Sadebeck (* 1. Februar 1809 in Reichenbach, Kreis Reichenbach, Provinz Schlesien; † 16. Oktober 1885 in Potsdam) war ein deutscher Lehrer, Mathematiker und Geodät.

## Leben
Moritz Sadebeck war ein Großneffe des Textilkaufmanns und -fabrikanten Friedrich Sadebeck aus Reichenbach. Er besuchte von 1823 bis 1829 das Breslauer Maria-Magdalenen-Gymnasium, studierte anschließend von 1829 bis 1833 an der Schlesischen Friedrich-Wilhelms-Universität zu Breslau und entschied sich nach bestandener Prüfung für eine Laufbahn als Lehrer. Von Michaelis 1833 bis Januar 1835 unterrichtete er zunächst als Probelehrer. Im Februar 1835 erhielt er eine feste Stelle als Lehrer am Breslauer Maria-Magdalenen-Gymnasium.
Am 24. Juni 1837 wurde er mit der Dissertation „De curvis in quibis sectiones duarum curvarum secundi gradus, si lege quadum moventur, sese excipiunt“ in Breslau zum Dr. phil. promoviert. Als Professor für Naturgeschichte unterrichtete bis 1866 Mathematik und Physik am Gymnasium in Breslau.
Später war er Professor und Sektionschef am Königlich Preussischen geodätischen Institut in Berlin, wo er 1883 pensioniert wurde.
Er war Mitglied der Schlesischen Gesellschaft für vaterländische Kultur und wurde am 15. August 1853 unter der Präsidentschaft von Christian Gottfried Daniel Nees von Esenbeck mit dem akademischen Beinamen „Gauss“ unter der Matrikel-Nr. 1688 als Mitglied in die Kaiserliche Leopoldino-Carolinische Akademie der Naturforscher aufgenommen. 1882 wurde er zum Geheimen Regierungsrat ernannt.
Moritz Sadebeck war mit Emilie, geborene Pietsch verheiratet. Der Botaniker Richard Sadebeck und der Mineraloge und Geologe Alexander Sadebeck waren die Söhne des Ehepaars.

## Schriften
- De curvis in quibis sectiones duarum curvarum secundi gradus, si lege quadum moventur, sese excipiunt. Breslau 1837 Digitalisat
- Die Strehlener Berge. Eine physiko-geographische, auf mathematische Messungen gegründete Beschreibung. Gosohorsky (Maske), Breslau 1850 Digitalisat
- Der Zobtenberg und seine Umgebung. eine Monographie. In: Novorum actorum Academiae Caesareae Leopoldino-Carolinae Naturae Curiosorum, 25, 2, 1856, S. 553 f. Digitalisat
- Das Erdbeben vom 15. Januar 1858, mit besonderer Berücksichtigung seiner Ausbreitung in der Provinz Preussisch-Schlesien. Gosohorsky (Maske), Breslau 1858 Digitalisat
- Entwickelungsgang der Gradmessungs-Arbeiten und gegenwärtiger Stand der europäischen Gradmessung. Habel, Berlin 1876  Digitalisat